# Heart Lake 167A
Heart Lake 167A är ett reservat i Kanada.   Det ligger i provinsen Alberta, i den centrala delen av landet, 3 000 km väster om huvudstaden Ottawa.
I omgivningarna runt Heart Lake 167A växer i huvudsak barrskog. Trakten runt Heart Lake 167A är nära nog obefolkad, med mindre än två invånare per kvadratkilometer.